# Mariam Ali Moussa
Mariam Ali Moussa es una diplomática chadiana.

## Biografía
Moussa estudió Administración de Empresas y domina el árabe, el francés y el inglés.
Fue acreditada como Embajadora Extraordinaria y Plenipotenciaria de la República del Chad en Alemania el 19 de diciembre de 2018. En 25 de marzo de 2019, fue aceptada como representante de Chad por Juan Carlos Lentijo en el Organismo Internacional de Energía Atómica en Viena. En febrero de 2020 presentó sus credenciales como embajadora en Austria ante el presidente federal austriaco Alexander Van der Bellen en Hofburg. En 2021, Lassina Zerbo, el ejecutivo de la Organización del Tratado de Prohibición Completa de los Ensayos Nucleares, la reconoció como representante de Chad.